# Moonwalker
Moonwalker ist ein US-amerikanischer Musikfilm aus dem Jahr 1988 mit dem Popsänger Michael Jackson in der Hauptrolle.

## Handlung
Der Film beginnt mit einer Film-Montage von Konzert-Ausschnitten des Titels Man in the Mirror. Im Anschluss sieht man einen Rückblick auf das Leben Michael Jacksons: Seinen Werdegang als Sänger angefangen von den Jackson Five bis hin zur Bad World Tour, welche im Jahr 1987 begann. Danach folgt mit Badder eine Parodie auf das Bad-Video, in dem alle Darsteller inklusive Michael Jackson von Kindern gespielt werden.
Danach erst beginnt die Filmhandlung: Michael Jackson und drei Kinder bekommen zufällig mit, wie der skrupellose Frank Lideo („Mr. Big“) seinen Handlangern den Befehl gibt, den Kindern der Welt Drogen zu verabreichen, damit diese von ihm abhängig werden. Als die versteckten Zuhörer bemerkt werden, werden sie von Mr. Big und seinen Leuten gejagt, dabei gelingt es Michael Jackson den Gangstern zu entkommen, indem er sich in ein Auto verwandelt und ihnen davonfährt. Nachdem Michael und die drei Kinder zum „Club 30s“ geflüchtet sind, können Mr. Big und seine Männer sie aufspüren und eines der Kinder (Katie) entführen. Michael, Sean und Zeke verfolgen die Banditen bis zu ihrem Versteck, werden aber beim Eintreten von ihnen umzingelt. Es folgt eine Schießerei der bewaffneten Verbrecher, als sich Michael in einen Roboter verwandelt und die Handlanger beseitigt. Anschließend transformiert sich Michael in ein Raumschiff und rettet den Kindern das Leben, da sie unter Beschuss durch Mr. Big standen und Michael ihn mit seinem Laserstrahl abschießen konnte.
Verbunden werden die einzelnen Abschnitte der Geschichte durch Musikvideos von Speed Demon, Leave Me Alone und Smooth Criminal. Abschließend sieht man Michael Jackson in einer Performance des Beatles-Songs Come Together. Während des Abspanns wird eine Darbietung der A-cappella-Gruppe Ladysmith Black Mambazo mit kurzen Making-of-Einblendungen zum Film gezeigt und im Anschluss daran eine Kurzversion des Musik-Videos von Smooth Criminal.

## Kritiken
„Wild zusammengemixte Kompilation aus Konzertszenen, Videoclips […], Songs […] und Sci-Fi-Spielfilmelementen. Die überwältigende Akrobatik der Tanzsequenzen ist, neben den großartigen Songs, aber immer noch eine Wucht. Fazit: Infantile Story, zeitlos gute Grooves und Moves.“

„Der wie ein monumentaler Videoclip wirkende Film baut eine völlig synthetische Welt auf und stilisiert seinen ‚Helden‘ zum charismatischen Führer und zur modernen Erlöser-Figur. Eine in ihrer Häufung ermüdende Ansammlung von Peinlichkeiten.“

„Tricktechnisch inspiriert, ist das Ganze doch nie ein wirklicher Film, eher ein Kaleidoskop von Ideen und Clips, die in ihrer an Hybris grenzenden Eigeninszenierung die reine Egoshow doch irgendwie transzendiert und auf trashige Weise etwas Erstaunliches erschafft. Kein guter Film, aber ein spannendes Dokument.“

## Produktion und Erfolg
Neben dem Schauspieler Joe Pesci spielen auch John Lennons Sohn Sean Lennon sowie Kellie Parker und Brandon Quintin Adams in den Hauptrollen mit. Regie führten Jerry Kramer und Colin Chilvers. In der deutschen Version von Moonwalker lieh der 2007 verstorbene Synchronsprecher und Schauspieler Matthias Hinze Michael Jackson seine Stimme. In der zweiten Synchronfassung wurde Jackson von Benedikt Weber gesprochen.
Den jungen Michael Jackson in Badder verkörperte Brandon Quintin Adams. Der Sohn von Jacksons Bruder Jermaine Jackson, Jermaine Jackson Jr., spielte ebenfalls in dem Clip mit.
An den Kinokassen war Moonwalker trotz der enormen Popularität von Michael Jackson nur ein mäßiger Erfolg. Der Film wurde auch auf VHS und DVD/Blu-ray veröffentlicht, wobei die DVD/Blu-ray-Fassung von 2005 eine neue deutsche Synchronisation beinhaltet.

## Auszeichnungen
Moonwalker wurde für den Saturn Award in der Kategorie beste Spezialeffekte nominiert, für die der Oscarprämierte Visuell-Effekt-Spezialist Hoyt Yeatman verantwortlich war, der unter anderem an Filmen wie Abyss – Abgrund des Todes, Con Air und Mission to Mars arbeitete.